# Nitraria
Nitraria és un gènere de plantes amb flors dins la família Nitrariaceae; és un gènere cosmopolita nadiu d'Àfrica, Europa, Àsia, Rússia i Austràlia. Conté unes 16 espècies. Algunes espècies són halòfites i/o viuen en els deserts.